# Benvingut a Mooseport
Benvingut a Mooseport  (títol original: Welcome to Mooseport) és una pel·lícula estatunidenco-alemanya rdirigida par Donald Petrie, estrenada el 2004. Ha estat doblada al català.
Protagonitzada per Gene Hackman i Ray Romano en els papers principals masculins, Benvinguda a Mooseport narra la història d'una campanya electoral ferotge a l'ajuntament d'una petita ciutat entre un ancià president dels Estats Units i un lampista del poble. Marcia Gay Harden, Maura Tierney, Christine Baranski, Fred Savage i Rip Torn completen el càsting en altres papers notables.
Rodada essencialment a Ontario, Canadà l'any 2003 el llargmetratge ha trobat des de la seva estrena una acollida negativa de la crítica i ha obtingut un fracàs comercial al box-office.
Benvinguda a Mooseport és coneguda per ser l'últim film de Gene Hackman, que es va agafar, després d'aquest film, la seva jubilació cinematogràfica.

## Argument
A la sortida del seu segon mandat, un president dels Estats Units apreciat de tots es jubila en una petita ciutat de la costa per escriure les seves memòries. Després de les nombroses peticions dels habitants perquè sigui alcalde del seu poble, es compromet a una campanya electoral enfront del propietari d'una quincalleria local. Campanya que degenera ràpidament en una batalla ferotge.

## Repartiment
- Gene Hackman: Monroe Call
- Ray Romano: Handy Harrison
- Maura Tierney: Sally Mannis
- Marcia Gay Harden: Grace Sutherland
- Christine Baranski: Charlotte Cole
- Rip Torn: Bert Langdon
- June Squibb: Irma
- Fred Savage: Bullard
- John Rothman: Stu
- Wayne Robson: Morris Gutman
- Reagan Pasternak: Mandy
- Jackie Richardson: Martha
- Edward Herrmann: Avery Hightower
- William Lynn: Clay
- Jim Feather: Rueben

## Rebuda

### Acollida crítica
Benvinguda a Mooseport ha trobat una acollida negativa, obtenint un 13% de parers favorables sobre el lloc Rotten Tomatoes, basat en 144 comentaris recollits i un resultat mitjà de 33⁄100 al lloc Metacritic, basat en 36 comentaris recollits.

### Box-office
En la seva sortida en sales als Estats Units, Welcome to Mooseport, per a un pressupost de 30 milions de dòlars, informa 14.470.947 dòlars.